# Don’t Go Away
A Don’t Go Away a Sweetbox harmadik kislemeze a Sweetbox című albumról; a harmadik kislemez Tina Harris énekesnővel. A német slágerlistán a 65. helyig jutott., de szerepelt a francia, a svéd és a svájci listákon is.

## Számlista
CD kislemez (Németország)
1. Don’t Go Away (Radio Version) – 3:13
2. Don’t Go Away (Brucie’s 2Bad Gordie Mix) – 3:08

CD maxi kislemez (Németország)
1. Don’t Go Away (Radio Version) – 3:13
2. Don’t Go Away (Movie Version) – 3:24
3. Don’t Go Away (Brucie’s 2Bad Gordie Mix) – 3:08
4. Don’t Go Away (Classic Version) – 3:24
5. Don’t Go Away (Instrumental) – 3:23
6. Don’t Go Away (Tina Cappella Mix) – 2:32
7. Don’t Go Away (TV Version) – 3:23

12" maxi kislemez (Németország)
1. Don’t Go Away (Brucie’s 2Bad Gordie Mix) – 3:06
2. Don’t Go Away (Classic Version) – 3:23
3. Don’t Go Away (Movie Version) – 3:23
4. Don’t Go Away (Instrumental) – 3:23

12" maxi kislemez (Spanyolország)
1. Don’t Go Away (Radio Version) – 3:12
2. Don’t Go Away (Movie Version) – 3:25
3. Don’t Go Away (Brucie’s 2Bad Gordie Mix) – 3:06
4. Don’t Go Away (Instrumental Version) – 3:25
5. Don’t Go Away (Tina Capella Mix) – 3:32
6. Don’t Go Away (TV Version) – 3:23

## Remixek, változatok
- Don’t Go Away (Brucie’s 2Bad Gordie Mix) – 3:08
- Don’t Go Away (Classic Version) – 3:24
- Don’t Go Away (Instrumental) – 3:23
- Don’t Go Away (Movie Version) – 3:24
- Don’t Go Away (Radio Version) – 3:13
- Don’t Go Away (Tina Cappella Mix) – 2:32
- Don’t Go Away (TV Version) – 3:23